# 붉은꼬리다람쥐
붉은꼬리다람쥐(Neotamias ruficaudus)는 다람쥐과에 속하는 설치류의 일종이다. 캐나다 앨버타주와 브리티시컬럼비아주, 미국 몬태나주와 아이다호주, 워싱턴주에서 발견된다.

## 특징
붉은꼬리다람쥐는 대형 다람쥐로 붓꼬리 모양의 꼬리 길이 105mm를 포함하여 전체 몸길이가 약 230mm 정도이다. 몸무게는 봄에 약 54g부터 가을의 60g까지 다양하다. 암컷이 수컷보다 약간 큰 편이다. 머리에 회색빛 갈색 얼룩 반점이 있고, 짙은 줄무늬가 눈 위 아래로 나 있다. 몸은 기본적으로 오렌지색과 갈색을 띠며, 5줄의 검은 줄무늬와 4줄의 연한 회색, 황갈색 또는 크림색 줄무늬가 함께 이어진다. 어깨와 허리, 엉덩이와 옆구리는 황갈색과 담황색이다. 배 쪽은 분홍색이 감도는 크림색과 흰색이다. 꼬리 윗면은 분홍색과 담황색이 감도는 검은색이고, 아랫면은 황갈색이고 털 끝은 분홍색과 담황색을 띤다. 겨울에 털 색은 좀더 회색으로 변하고 황갈색을 덜 띤다.

## 분포 및 서식지
붉은꼬리다람쥐는 브리티시컬럼비아 주 남동부와 앨버타 주 남서부, 워싱턴주 북동부, 아이다호주 북부, 몬태나주 서부 지역의 토착종이다. 해발 720~2400m 고도의 침엽수림과 기타 산림 지대 가장자리, 고지대 목초지 가장자리의 습지와 덤불 지역 등에서 발견된다. 땅 위에서 주로 서식하지만 나무 위에 오르기도 한다.

## 생태
붉은꼬리다람쥐는 씨앗과 열매를 주로 먹고, 이를 볼주머니로 운반하기도 한다. 전나무와 소나무, 인동덩굴 씨, 넌출월귤, 산앵도나무, 허클베리, 아까시나무, 세아노사, 갈매나무, 엉겅퀴, 분홍바늘꽃, 풀의 씨앗 등 여러 종류의 씨앗을 자주 먹는다. 서양민들레 꽃과 잎을 먹기도 하며, 붉은꼬리다람쥐가 고기를 덫으로 놓은 함정에 잡힌 적도 있다. 겨울잠은 자지 않지만 활동을 하지 않는 기간을 갖는 것으로 추정된다.
늦봄과 여름에 번식을 하고, 약 31일간의 임신 기간 이후에 평균 5마리의 새끼를 낳는다. 대부분의 둥지는 땅 아래 굴 속에 있지만, 나무 둥지를 사용하기도 하며 죽은 나뭇가지로 무성한 덤불 바로 아래에 둥지를 만들기도 한다. 새끼는 생후 약 45일 이후에 둥지 밖으로 처음 나온다.